# William Nylander (hockey sur glace)
Pour les articles homonymes, voir Nylander et William Nylander.
William Andrew Michael Junior Nylander Altelius (né le 1er mai 1996 à Calgary dans la province de l'Alberta au Canada) est un joueur professionnel canado-suédois de hockey sur glace. Il évolue au poste d'attaquant. Il est le fils du joueur Michael Nylander et le frère d'Alexander Nylander.

## Biographie

### Carrière en club
Nylander rejoint les équipes de jeunes du Södertälje SK en 2011. Deux ans plus tard, il débute dans l'Allsvenskan, le deuxième niveau national avec l'équipe première. Il est sélectionné au deuxième tour, en soixantième position par l'Avangard Omsk lors du Repêchage d'entrée dans la KHL 2013. Il découvre la SHL avec le MODO Hockey lors de la saison 2013-2014. Lors du repêchage d'entrée dans la LNH 2014, il est choisi au premier tour, à la huitième place au total par les Maple Leafs de Toronto. Il joue son premier match dans la Ligue nationale de hockey le 29 février 2016 avec les Maple Leafs face au Lightning de Tampa Bay. Il marque son premier but dans la LNH le 5 mars 2016 face aux Sénateurs d'Ottawa.
Le 8 janvier 2024, Nylander s'entend avec les Leafs sur une prolongation de contrat de huit ans et 92 millions de dollars. Cette entente, d'une valeur annuelle moyenne de 11,5 millions de dollars, est la plus lucrative de l'histoire des Leafs en termes de valeur totale.

### Carrière internationale
Il représente la Suède en sélections jeunes.

## Statistiques

### En club
| Saison     | Équipe                 | Ligue       |     | Saison régulière | Saison régulière | Saison régulière | Saison régulière | Saison régulière |    | Séries éliminatoires | Séries éliminatoires | Séries éliminatoires | Séries éliminatoires | Séries éliminatoires |
| Saison     | Équipe                 | Ligue       | PJ  | B                | A                | Pts              | Pun              | PJ               | B  | A                    | Pts                  | Pun                  |                      |                      |
| 2012-2013  | Södertälje SK          | Allsvenskan | 8   | 4                | 2                | 6                | 2                | 10               | 2  | 1                    | 3                    | 4                    |                      |                      |
| 2013-2014  | MODO Hockey            | SHL         | 22  | 1                | 6                | 7                | 6                | 2                | 0  | 0                    | 0                    | 0                    |                      |                      |
| 2013-2014  | Rögle BK               | Allsvenskan | 18  | 4                | 4                | 8                | 10               | -                | -  | -                    | -                    | -                    |                      |                      |
| 2013-2014  | Södertälje SK          | Allsvenskan | 17  | 11               | 8                | 19               | 6                | -                | -  | -                    | -                    | -                    |                      |                      |
| 2014-2015  | MODO Hockey            | SHL         | 21  | 8                | 12               | 20               | 6                | -                | -  | -                    | -                    | -                    |                      |                      |
| 2014-2015  | Marlies de Toronto     | LAH         | 37  | 14               | 18               | 32               | 4                | 5                | 0  | 3                    | 3                    | 0                    |                      |                      |
| 2015-2016  | Marlies de Toronto     | LAH         | 38  | 18               | 27               | 45               | 10               | 8                | 2  | 3                    | 5                    | 2                    |                      |                      |
| 2015-2016  | Maple Leafs de Toronto | LNH         | 22  | 6                | 7                | 13               | 4                | -                | -  | -                    | -                    | -                    |                      |                      |
| 2016-2017  | Maple Leafs de Toronto | LNH         | 81  | 22               | 39               | 61               | 32               | 6                | 1  | 3                    | 4                    | 2                    |                      |                      |
| 2017-2018  | Maple Leafs de Toronto | LNH         | 82  | 20               | 41               | 61               | 10               | 7                | 1  | 3                    | 4                    | 0                    |                      |                      |
| 2018-2019  | Maple Leafs de Toronto | LNH         | 54  | 7                | 20               | 27               | 16               | 7                | 1  | 2                    | 3                    | 2                    |                      |                      |
| 2019-2020  | Maple Leafs de Toronto | LNH         | 68  | 31               | 28               | 59               | 12               | 5                | 2  | 2                    | 4                    | 0                    |                      |                      |
| 2020-2021  | Maple Leafs de Toronto | LNH         | 51  | 17               | 25               | 42               | 16               | 7                | 5  | 3                    | 8                    | 4                    |                      |                      |
| 2021-2022  | Maple Leafs de Toronto | LNH         | 81  | 34               | 46               | 80               | 16               | 7                | 3  | 4                    | 7                    | 4                    |                      |                      |
| 2022-2023  | Maple Leafs de Toronto | LNH         | 82  | 40               | 47               | 87               | 28               | 11               | 4  | 6                    | 10                   | 2                    |                      |                      |
| 2023-2024  | Maple Leafs de Toronto | LNH         | 82  | 40               | 58               | 98               | 24               | 4                | 3  | 0                    | 3                    | 4                    |                      |                      |
| Totaux LNH | Totaux LNH             | Totaux LNH  | 603 | 217              | 311              | 528              | 158              | 54               | 20 | 23                   | 43                   | 18                   |                      |                      |

### En équipe nationale
| Année | Équipe        | Évènement                    |    | PJ | B  | A  | Pts | Pun | +/-           |  | Résultat |
| 2013  | Suède -18 ans | Championnat du monde -18 ans | 5  | 2  | 1  | 3  | 2   | +2  | 5e place      |  |          |
| 2014  | Suède -18 ans | Championnat du monde -18 ans | 7  | 6  | 10 | 16 | 0   | +8  | 4e place      |  |          |
| 2015  | Suède junior  | Championnat du monde junior  | 7  | 3  | 7  | 10 | 0   | -2  | 4e place      |  |          |
| 2016  | Suède junior  | Championnat du monde junior  | 1  | 1  | 0  | 1  | 0   | +2  | 4e place      |  |          |
| 2017  | Suède         | Championnat du monde         | 10 | 7  | 7  | 14 | 2   | +11 | Médaille d'or |  |          |
| 2019  | Suède         | Championnat du monde         | 8  | 5  | 13 | 18 | 0   | +16 | 5e place      |  |          |
| 2022  | Suède         | Championnat du monde         | 3  | 3  | 2  | 5  | 2   | 0   | 6e place      |  |          |
| 2025  | Suède         | Confrontation des 4 nations  | 3  | 0  | 2  | 2  | 2   | +1  | 3e place      |  |          |

## Trophées et honneurs personnels

### Championnats du monde moins de 18 ans
- 2014 : nommé meilleur attaquant.
- 2014 : termine meilleur pointeur.
- 2014 : termine meilleur passeur.
- 2014 : termine avec le meilleur différentiel +/-

### Championnats du monde
- 2017 : nommé meilleur joueur (MVP)
- 2017 : termine avec le meilleur différentiel +/-

### Ligue nationale de hockey
- 2016-2017 :
  - nommé recrue du mois d'octobre (2016)
  - nommé recrue du mois de mars (2017)
- 2023-2024 : participe au 68e Match des étoiles de la LNH